# Georges Courteline
Georges Courteline (Tours, 25 de junio de 1858 - París, 25 de junio de 1929), cuyo nombre real era Georges Victor Marcel Moinaux fue un poeta, escritor satírico y dramaturgo francés.
Era hijo del escritor Jules Moinaux, conocido con el seudónimo de Désiré Moinaux. Destacó en el terreno del aforismo y sus trabajos novelísticos o teatrales están caracterizados por su fuerte vena satítrica, a menudo irreverente hacia la hipócrita sociedad parisina burguesa a la que él mismo pertenecía y que por eso mismo conocía tan bien.

## Biografía
Poco después del nacimiento de Georges Victor, toda la familia se trasladó desde su departamento natal de Indre-et-Loire a París. 
Durante el periodo de la Comuna, Courteline cuenta sólo con trece años, por ello es enviado por su familia a estudiar al Collège de Meaux, en el que se diplomó en 1876. Tras un speriodo de servicio civil, sirve asimismo en el ejército francés. 
Apasionado por la literatura, se interesó especialmente por la poesía, y publicó sus primeras obras en revistas literarias y periódicos.
En 1890 toma una casa en el XII arrondissement, y empieza a escribir ya con el seudónimo de Courteline sus primeros textos, estrenados en los teatros de Montmartre.
En 1899 se le concedió la Legión de Honor y casi treinta años después, en 1926 entró a formar parte de la Académie Goncourt. Tres años más tarde, en 1929 moriría el mismo día de su septuagésimo primer cumpleaños. Sus restos están enterrados en el Cementerio de Père-Lachaise en París. La calle en la que nació en la ciudad de Tours (la rue de Lariche) fue rebautizada con su nombre.
La ciudad de París ha llamado una estación de la línea 6 del Metro de París.

## Crítica

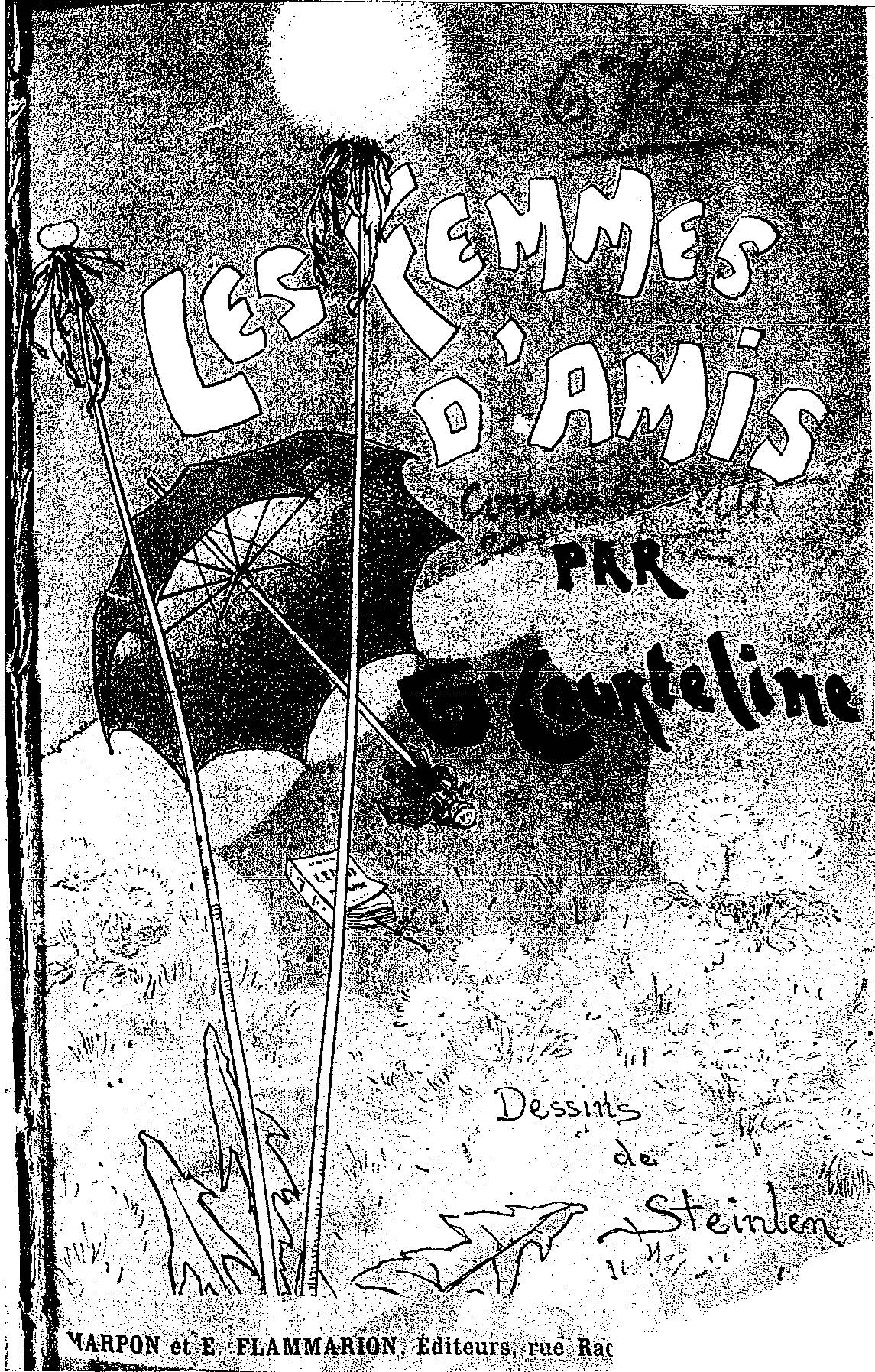
Cubierta del libro de Courteline Les femmes d'ami diseñada por Théophile Steinlen

Courteline hizo de los diálogos el arma definitiva para dibujar los caracteres que trataba infructuosamente de definir en su prosa. De su pluma surgieron evidenciando su aspecto cómico, sus contradicciones, sus miedos y esperanzas, representantes de todos los tramos de las clases sociales burguesas: magistrados, suboficiales, funcionarios de policía, burgueses propiamente dichos, avaros, todos con sus miserias y arrastrando una mediocridad que los hace absurdos al nivel en que son observados. Estos personajes se hallan inmersos en una realidad que abandona el cotidiano para entrar en lo que sería el teatro del absurdo.
Bajo este aspecto, los temas preferidos de su sátira sólo podían ser la vida militar (Las alegrías del escuadrón de 1886, censurada por la Dirección de Bellas Artes, y Lidoire de 1891) y la burocracia estatal, cuyos males (que conocía de sus catorce años como funcionario del Ministerio de Cultura) aparecieron descritos a menudo minuciosamente en muchos de sus libelos (especialmente en Messieurs les ronds-de-Cuir, de 1893). De ambiente judicial, en cambio, son sus obras de teatro Un cliente serio (1896) y Las balanzas (1901). 
Algunos de sus trabajos más maduros y divertidos (como por ejemplo El miedo a los golpes (1894), Monsieur Badin (1897) o La paz en su casa (1903) (centrados en los problemas de la vida en pareja) no tuvieron más pretensión que la de divertir a sus muchos lectores, pero gracias a su inimitable estilo, resultaron (como reflejo de su época) entre las obras más notables de su producción.

Como frase célebre, referida a los Cafés Parisinos: "El mundo se divide en dos clases: Los que van al Café y los que no lo frecuentan nunca. Son dos mentalidades completamente distintas y contrapuestas. Y los que van al Café, infinitamente superiores".

## Obras más importantes
- 1866 - Las alegrías del escuadrón
- 1888 - El tren de las 8h47
- 1891 - Lidoire
- 1893
  - - Boubouroche (teatro)
  - - Messieurs les ronds-de-cuir
- 1895 - El miedo a los golpes
- 1896 - Un cliente serio (teatro)
- 1897 - Monsieur Badin
- 1898 - Los Boulingrin (teatro)
- 1899 - El gendarme no tiene piedad
- 1900 - El comisario es buen muchacho (teatro). En 1935 Jacques Becker y Pierre Prévert realizaron una versión cinematográfica de esta obra.
- 1901 - Las balanzas (teatro)
- 1903 - La paz en su casa